# Franz Andrysek
 Franz Josef Andrysek, född 8 februari 1906 i Wien, död 9 februari 1981 i Wien, var en österrikisk tyngdlyftare.
Andrysek blev olympisk guldmedaljör i 60-kilosklassen i tyngdlyftning vid sommarspelen 1928 i Amsterdam.